# باينه
باينه (بالألمانية: Peine) هي بلدة ألمانية تقع في ألمانيا في سكسونيا السفلى.

## المدن التوأمة
مدن آشرسلبن، Heywood, Greater Manchester، روتشديل، مانشستر الكبرى، تريبولي وهينولا هي مدن توأمة لـباينه.

## معرض صور

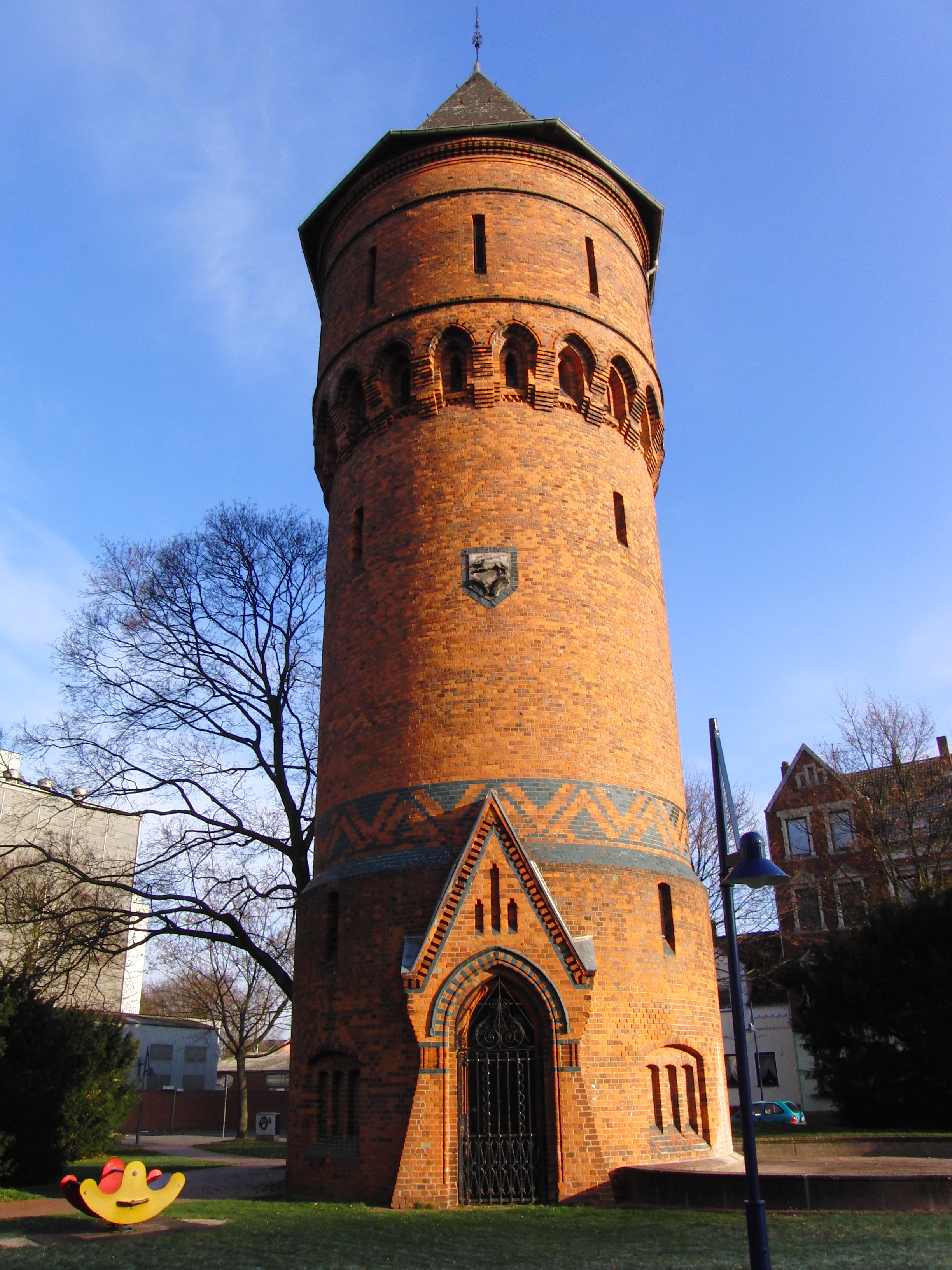
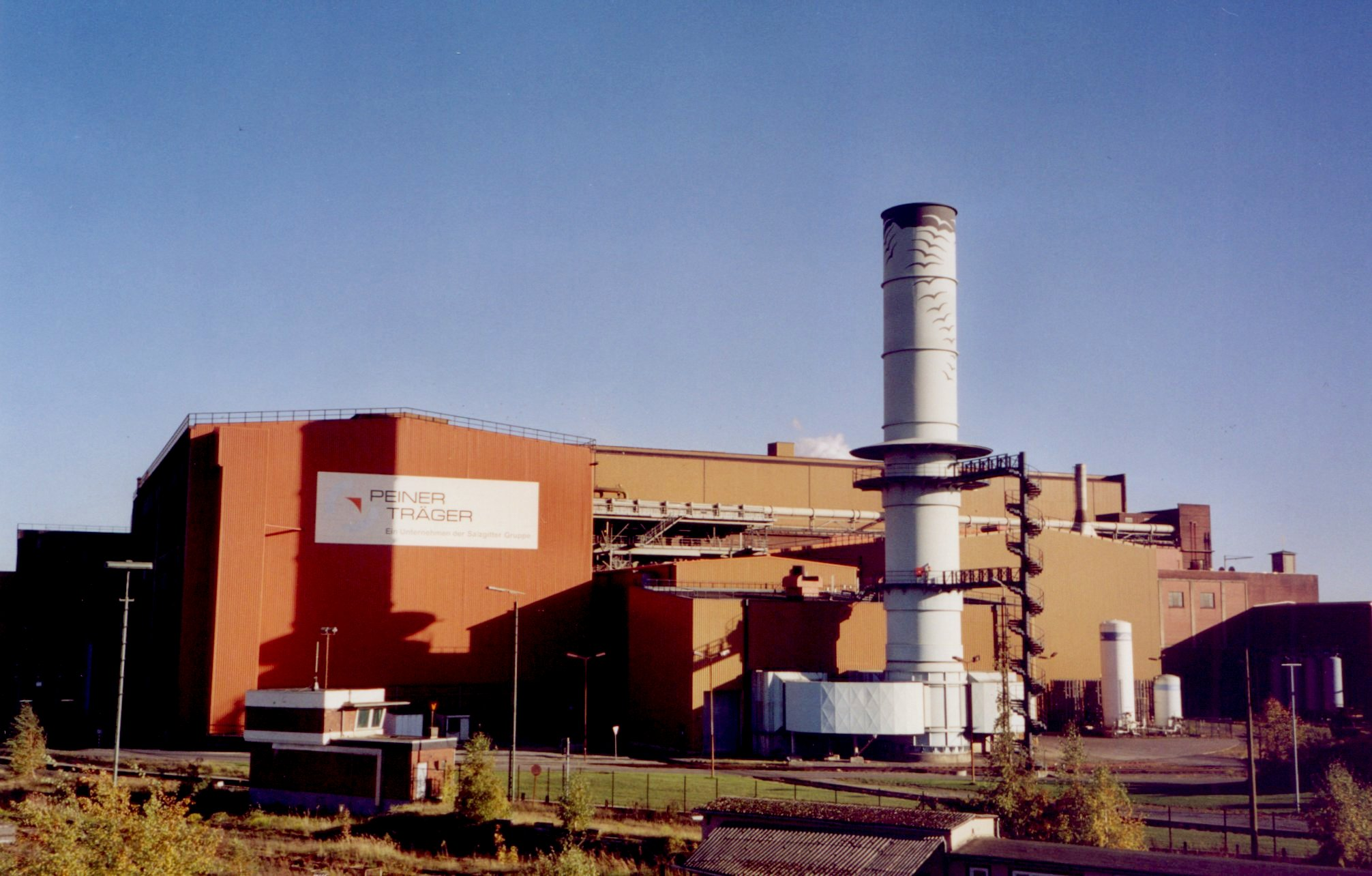
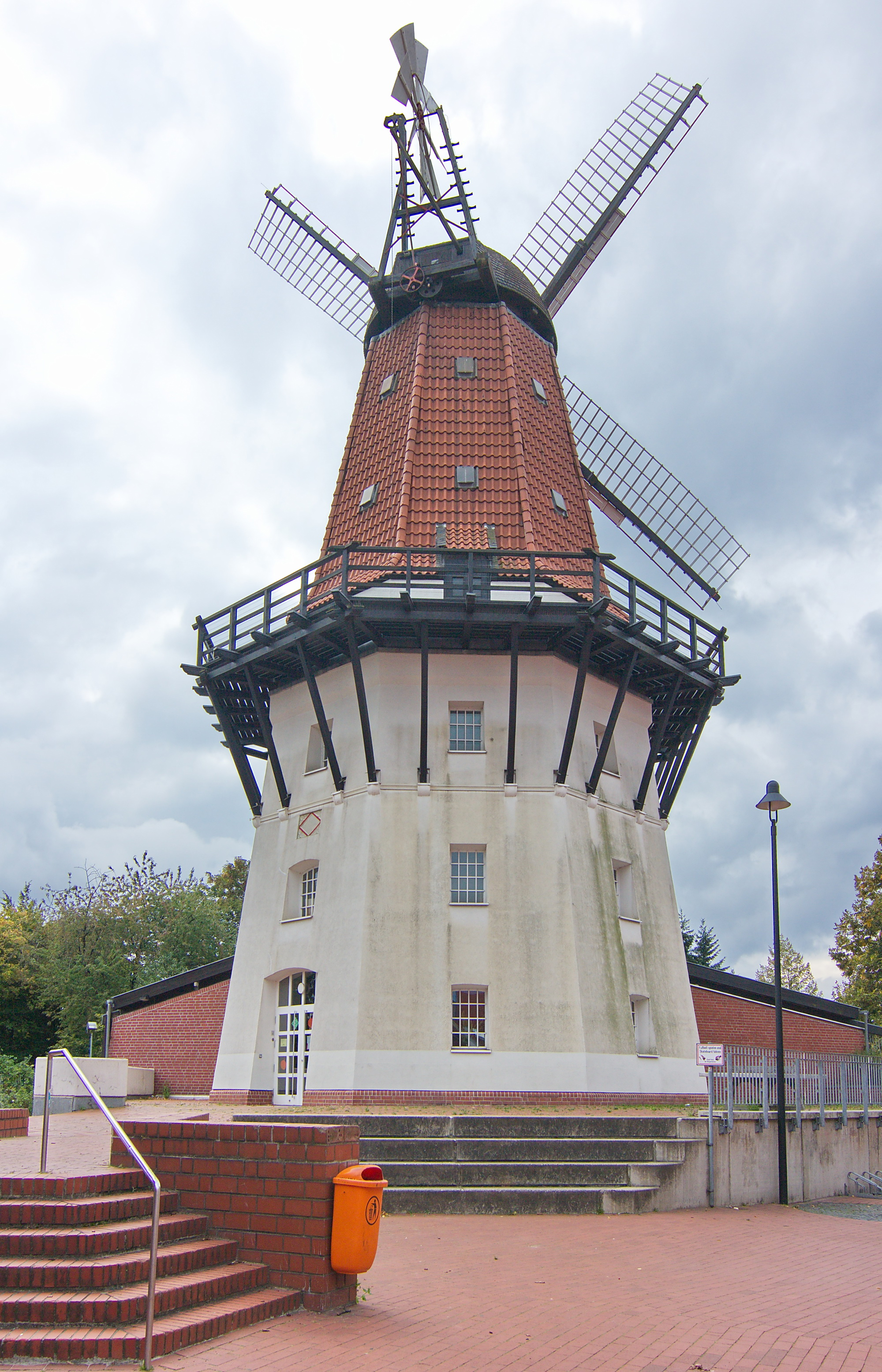
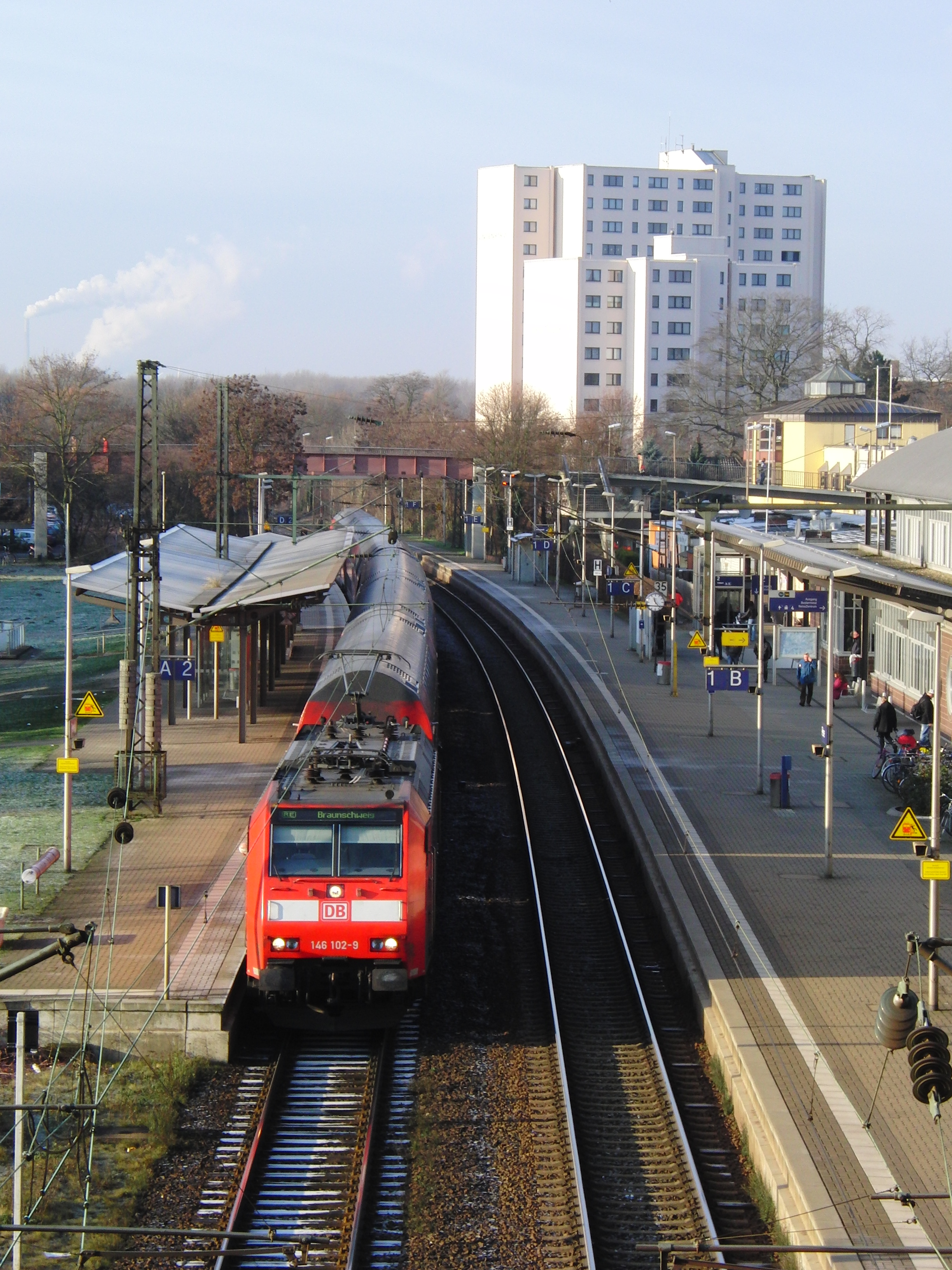
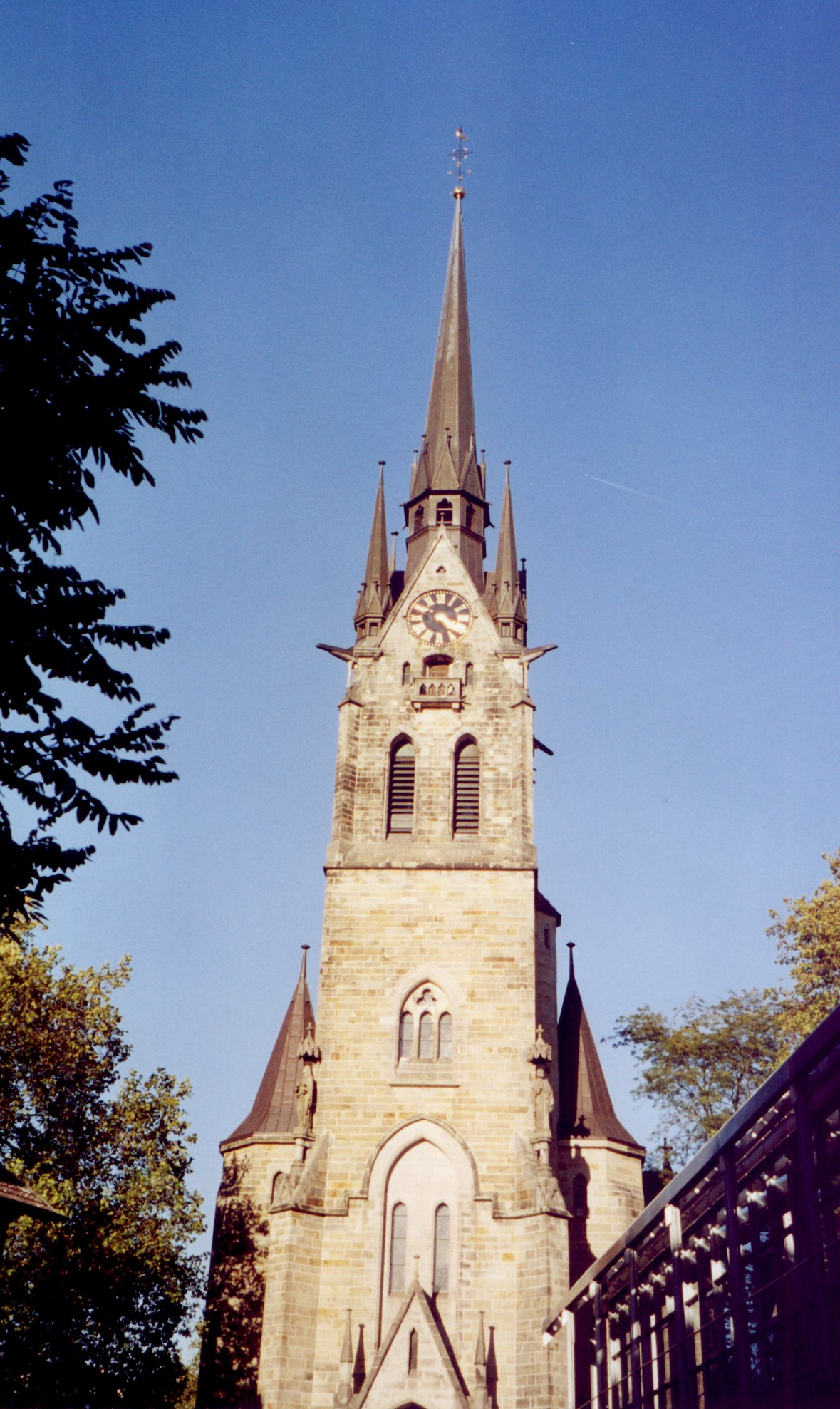

## أعلام
- أوتو شبيغلبرغ
- رودولف أوتو
- هانز هيرمان هوبه
- ينس ليندمان